# Dmitri Țîgankin
Dmitri Vasilievici Țîgankin (în rusă Дмитрий Васильевич Цыганкин; n. 22 octombrie 1925, Mokșalei⁠(d), uezdul Saransk⁠(d), RSFS Rusă, URSS – d. 21 noiembrie 2023) a fost un lingvist sovietic și rus, specialist în limbile fino-ugrice. A obținut, printre altele, titlurile științifico-academice de doctor în filologie (1978), profesor universitar (1979) și om de știință emerit al Federației Ruse (1997).

## Biografie
Dmitri Țîgankin s-a născut la 22 octombrie 1925 în satul Mokșalei, volostul Mokșalei, uezdul Saransk, gubernia Penza (acum raionul Ceamzinka al Republicii Mordovia). Provenea dintr-o familie de naționalitate mordvină (erziană). A absolvit șapte clase la școala secundară din Mokșalei, unde predarea avea loc în limba erziană, apoi a studiat la școala secundară din Bolșoe Maresevo, unde predarea avea loc în limba rusă.
În anul 1943 a fost mobilizat în Armata Sovietică și a fost trimis pe front. A luat parte la eliberarea orașelor Orșa, Minsk, Borisov și Vitebsk. După încheierea războiului, a continuat să slujească în armată.
În anul 1950 a fost demobilizat și a fost admis ca student la Facultatea de Istorie și Filologie a Institutului Pedagogic Mordvin „A.I. Polejaev”. În 1954 a absolvit studiile superioare, obținând specializarea de „profesor de limba și literatura rusă, limba și literatura mordvină”, și a urmat apoi studii postuniversitare. A devenit cadru didactic la Institutul Pedagogic Mordvin „A.I. Polejaev”, obținând în 1962 titlul de conferențiar (docent) și în 1979 titlul de profesor universitar. A predat cursurile de „Istoria limbii erziene” și „Dialectologia limbii erziene”, precum și cursurile speciale de „Onomastică” și „Morfologia comparativă a limbilor fino-ugrice”. A deținut, de asemenea, funcții de conducere în cadrul Institutului Pedagogic Mordvin „A.I. Polejaev”: prorector cu activitatea științifică și academică (1962-1972), șef al Catedrei de Limba și Literatura Mordvină (1972-1980), decan al Facultății de Filologie (1980-1987) și șef al Catedrei de Limba Erziană (din 1991).

## Activitate științifică
În 1958 a susținut teza de candidat în filologie cu tema „Dialectul Șugurov al limbii erziano-mordvine”, apoi în 1978 teza de doctorat în filologie cu tema „Morfologia substantivelor (inflexiunea și formarea cuvintelor) în dialectele erziene”, obținând titlul de profesor universitar în anul 1979.
Dmitri Țîgankin este autorul a peste 200 de lucrări științifice: articole, monografii, dicționare, manuale, materiale didactice, programe școlare și universitare. Interesele sale de cercetare includ fonetica, lexicografia, morfologia, sintaxa, formarea cuvintelor, dialectologia, toponimia și istoria limbilor mordvine.

## Premii și alte distincții
- Membru corespondent străin al Societății Fino-Ugrice[3]
- Membru al Societății Fino-Ugrice Suomalais-ugrilainen seura (Finlanda)[3]
- Membru al Academiei Internaționale de Informatizare[3]
- Laureat al Premiului Ogariov (1980)[3]
- Om de știință emerit al Republicii Socialiste Sovietice Autonome Mordvine (1985)[3]
- Om de știință emerit al Federației Ruse (1997)[3]
- Laureat de două ori al Premiului de Stat al Republicii Mordovia în domeniul științei și tehnologiei (2000)[3]
- Laureat al Premiului conducătorului Republicii Mordovia (2005)[3]
- Ordinul Războiului Patriotic cl. a II-a[3]
- Medalia „Pentru curaj”[3]
- Medalia „Pentru victoria asupra Germaniei în Marele Război pentru Apărarea Patriei din 1941-1945”[6]
- Medalia „Pentru capturarea orașului Königsberg”[6]